# Жодонь
Жодо́нь (фр. Jodoigne [ʒɔ.dɔɲ], валлон. Djodogne, нидерл. Geldenaken) — коммуна в Валлонии, расположенная в провинции Валлонский Брабант, округ Нивель. Принадлежит Французскому языковому сообществу Бельгии. На площади 73,31 км² проживают 12 440 человек (плотность населения — 170 чел./км²), из которых 48,86 % — мужчины и 51,14 % — женщины. Средний годовой доход на душу населения в 2003 году составлял 12 985 евро.
Почтовый код: 1370. Телефонный код: 010.

## Известные жители и уроженцы
- Марк Вильмотс — известный в прошлом бельгийский футболист, с 2012 по 2016 годы — главный тренер мужской сборной Бельгии по футболу.

## В астрономии
В честь Жодони назван астероид (1199) Гельдония, открытый 14 сентября 1931 года бельгийским астрономом Эженом Дельпортом в Королевской обсерватории Бельгии.